# Сухань (гміна)
Гміна Сухань (пол. Gmina Suchań) — місько-сільська гміна у північно-західній Польщі. Належить до Старгардського повіту Західнопоморського воєводства.
Станом на 31 грудня 2011 у гміні проживало 4354 особи.

## Територія
Згідно з даними за 2007 рік площа гміни становила 132.80 км², у тому числі:
- орні землі: 77.00%
- ліси: 13.00%

Таким чином, площа гміни становить 8.74% площі повіту.

## Населення
Станом на 31 грудня 2011:
| Опис     | Загалом | Загалом | Чоловіки | Чоловіки | Жінки | Жінки |
| -------- | ------- | ------- | -------- | -------- | ----- | ----- |
| одиниця  | осіб    | %       | осіб     | %        | осіб  | %     |
| все      | 4354    | 100     | 2176     | 49.98    | 2178  | 50.02 |
| міське   | 1486    | 100     | 723      | 48.65    | 763   | 51.35 |
| сільське | 2868    | 100     | 1453     | 50.66    | 1415  | 49.34 |

## Сусідні гміни
Гміна Сухань межує з такими гмінами: Добжани, Доліце, Маряново, Реч, Старгард-Щецинський, Хощно.